# خلدون جاويد
خلدون جاويد (25 أبريل 1948 - 5 نوفمبر 2022) هو شاعر عراقي مغترب.

## حياته ونشأته
ولد في 25 نيسان 1948 وقيل في 1947 في سدة الهندية التي تتنقل إداريا ما بين محافظة كربلاء ومدينة بابل، ووالده من مدينة بغداد، ووالدته من مدينة بابل، وكان والده موظف يتنقل بين محافظات الجنوب وأخيرا استقر في بغداد.
أنهى مراحل الدراسة واكمل الدراسة الجامعية عام 1973، وتخرج من فرع اللغة الإنجليزية في كلية الآداب (كلية اللغات الملغاة). وكتب الشعر منذ عام 1964.

## مسيرته
وفي عام 1966 بدأ ينشر شعره في صحف بغداد باسم خلدون الموالي، ومن الصحف والمجلات التي نشرت اشعاره هي المنار والجمهورية وملحقها الأدبي والشعب ومجلات مثل الإذاعة والتلفزيون والأجيال لاتحاد المعلمين والمتفرج.
ترك فكرة النشر في الصحافة بعد عام 1968 لكنه كتب ونشر باسم خلدون جاويد في جريدة طريق الشعب وحاول جهده ان لا يظهر كأسم في مجال الشعر أو سواه في تلك الفترة.
في عام 1978 غادر العراق على الأمل ان يعود له العام القادم، ولكنه قد مر عليه 30 عاما على غيابه القسري منه لتوالي الآلام والأحزان عليه.
بدأ السياحة من أول محطة وهي بلغاريا لقرابة عام ومن ثم الجزائر لتسعة اعوام. ومدينة دمشق لفترة ما، ومدينة موسكو لثمان أشهر، والدنمارك منذ عام 1991. ثم زار العراق لشهر واحد في نوفمبر عام 2003.
الآن هو متقاعد ومتفرغ للكتابة عن العراق وبعمل يومي متواصل وشديد الوتيرة ربما أثر ويؤثر عليه صحيا. عمله هو ليس شعريا بل نضاليا، العمل على ساحتين الدفاع عن الحرية ضد الميليشيا دعاة الدين، والعمل من اجل تحرر المرأة، لأن المرأة هي الوجه الآخر للحياة الديمقراطية المنشودة بل الجانب الشديد الحساسية فيه. ان الساحتين النضاليتين تعطي من الزحم العملي الثوري الملحمي ما يستغرق سنين العمر بطولها.

## أعماله[9]
كتب في كل هذه المراحل شعرا وقصة ونقدا ورواية وخواطر.
لديه الآن بحدود (15 – 20) مخطوطة تنتظر النشر وحاول أن يجمعها في ملفات واضع أياها في مكتبته لربما يأتي يوم يستطيع إخراجها على شكل كتب أو هذا مايعده ولده نوار به، لو قيّض له ذلك من بعده!
حصل على شهادة الماجستير من الجامعة العالمية للعلوم الإسلامية في لندن قبل عامين. لم يستفد منها في التعيين الذي تأمله في بغداد مدينة احلامه!

## مؤلفاته
- كتابة على صليب وطن، شعر.
- شكرا من الكامب، شعر.
- البقايا، شعر.
- لماذا هجوت الجواهري ورثيته، مذكرات.
- قم ياعراق، شعر.[11]
- الحنين إلى البيت، شعر.
- إيزيديون بلا تبعيث ولا أسلمة، شعر.

## مواقع خارجية
- صفحة خلدون جاويد في موقع الحوار المتمدن
- موقع البيت العراقي